# Faraday Cup Electrometer
Das Faraday-Cup-Elektrometer (Abkürzung: FCE) ist die einfachste Form eines elektrischen Messgeräts zur Partikelmessung von Aerosolen.

## Funktion
Es besteht aus einem Elektrometer und einem Filter innerhalb eines Faradayschen Käfigs, auch Faradayscher Becher genannt. Aufgeladene Partikel, die mittels des Filters gesammelt werden, verändern das Potential des Faradayschen Bechers. Da der Faradaybecher auf konstantem Potential gehalten wird, müssen die aufgefangenen Ionen (Elektronen) durch Elektronen, welche über einen angeschlossenen hochohmigen Widerstand (typisch 109 – 1011 Ω) in den Faradaybecher zufließen bzw. abfließen können, neutralisiert werden. Am Widerstand fällt deswegen eine Spannung ab, welche ein Maß für den Ionenstrom (Elektronenstrom) ist und z. B. mit einem Verstärker/Elektrometer gemessen werden kann.

## Anwendung
Das Faraday-Cup Electrometer kann in der Aerosolforschung zur Messung der mittleren Ladung eines Aerosols eingesetzt werden. Hierzu ist eine weitere, unabhängige Bestimmung der Anzahlkonzentration erforderlich. Ist der Ladungszustand eines Aerosols jedoch bekannt, so kann das FCE zur Bestimmung der Anzahlkonzentration eingesetzt werden, die dann direkt proportional dem gemessenen Strom ist.